# Kango
Kango è un centro abitato del Gabon, situato nella provincia di Estuaire.